# Törvesön
Törvesön is een voormalig eiland in de monding van de Zweedse Kalixrivier. Het is inmiddels vastgegroeid aan het vasteland nabij Nyborg. De riviertak van de Kalixrivier die ooit het eiland scheidde van de oude oever is nog terug te zien als een strook meren en valleien. Het schiereiland is groter dan 1 km².